# 386
386 (CCCLXXXVI) var ett normalår som började en torsdag i den julianska kalendern.

## Händelser

### Okänt datum
- Theodosius I sluter fred med perserna, varvid Armenien delas mellan Romarriket och Persien.
- Theodosius I börjar återuppbygga den nuvarande basilikan San Paolo fuori le Mura.
- Magnus Maximus invaderar Italien och driver ut Valentinianus II, som tar sin tillflykt till Theodosius.
- En pelare uppförs i Konstantinopel till åminnelse av en av Theodosius segrar.
- Ambrosius försvarar kyrkans rättigheter gentemot statens.
- Johannes Chrysostomos blir presbyter och skriver dessutom åtta moralpredikningar "adversus iudaeos" ("mot judarna").
- Augustinus omvänds till kristendomen och avbryter sina giftermålsplaner efter att ha hört en predikan om Antonios Eremitens liv.
- Kampen inom Romarriket mot antihedniska lagar blir mer och mer fruktlös.
- Den norra Weidynastin inleds i Kina när Dao Wudi blir dess förste kung (se vidare norra dynastierna).

## Födda
- Nestorius, grundare av nestorianismen (född omkring detta år)

## Avlidna
- 18 mars – Kyrillos av Jerusalem, teolog
- Demofilos, patriark av Konstantinopel
- Jin Feidi, före detta kejsare av Kina